# Abe Sapien
Abraham Sapien, noto solitamente come Abe e soprannominato anche "Blue" (in italiano Blu), è uno dei personaggi del fumetto Hellboy, creato dall'artista statunitense Mike Mignola, ed è il migliore amico e collega del protagonista della serie.

## Il personaggio
In epoca vittoriana, Langdon Everett Caul, avventuriero ed esploratore dell'occulto, viene trasformato in creatura anfibia simile al tritone chiamato Icthyo Sapien dopo l'incontro con una divinità dalle strane sembianze di una medusa chiamata Num-Yabisc. Caul viene in seguito catturato e rinchiuso in una vasca di acqua sigillata in un ospedale di Washington con un pezzo di carta trovato sulla capsula datato al giorno dell'assassinio di Abraham Lincoln.
Viene in seguito trovato e portato nel Bureau of Paranormal Research and Defense (BPRD), al fianco di Hellboy e di Elizabeth Sherman. Dotato di forza fuori dal normale, estremamente agile ed adatto alla vita acquatica (può sopravvivere fuori dall'acqua, ma solo per brevi periodi e con aiuti meccanici), Abe è anche un essere molto intelligente dotato sia di poteri telepatici sia psicometrici, che lo rendono un membro fondamentale del team. Per colpa del carattere calmo e molto riservato, più adatto alla tattica che all'azione, lui ed Hellboy si trovano spesso a scontrarsi e ad avere vedute molto distanti fra loro. Nonostante questo, i due sono molto amici, entrambi uniti dalla sensazione di emarginazione dal genere umano dovuta alla loro natura.

## Storia editoriale
È apparso per la prima volta nell'albo Il seme della distruzione. Oltre alle regolari apparizioni nelle serie Hellboy e BPRD, il personaggio è stato anche protagonista di un proprio albo one-shot: Abe Sapien: Drums of the Dead (Abe Sapien: i tamburi della morte), di Brian McDonald e Derek Thompson.

## Altri media
- Nel primo adattamento cinematografico del fumetto, Hellboy (2004), Abraham Sapien è interpretato dall'attore Doug Jones, doppiato da David Hyde Pierce e con la voce italiana di Enrico Pallini. Nel sequel, Hellboy: The Golden Army (2008), Abe ricompare con fattezze e voce di Doug Jones.
- Abe compare nei film d'animazione Hellboy - La spada maledetta e Hellboy - Fiumi di sangue, doppiato dallo stesso Doug Jones.